# Rose Friedman
Rose Director Friedman, anche conosciuta come Rose D. Friedman o Rose Director (Staryi Chortoryisk, dicembre 1910 o 1911 – Davis, 18 agosto 2009), è stata un'economista statunitense, moglie di Milton Friedman (1912-2006) vincitore nel 1976 del Premio Nobel per l'economia, e sorella di Aaron Director, (1901-2004) professore alla University of Chicago Law School.
Si pensa che sia nata l'ultima settimana di dicembre 1910, tuttavia, i documenti di natalità sono andati perduti. Nacque a Staryi Chortoryisk, in Ucraina, dalla famiglia Director, ebrea.
La Friedman, stabilitasi negli Stati Uniti, studiò dapprima al Reed College e poi all'Università di Chicago dove ottenne la cattedra di filosofia. Dopo quest'esperienza cominciò a studiare per un dottorato in economia presso lo stesso ateneo Chicago e completato tutti i lavori necessari compilò una tesi in quella materia. Nella sua giovinezza, ha scritto articoli con Dorothy Brady per giustificare la visione keynesiana (John Maynard Keynes) del consumismo.
Con il marito, ha co-scritto due libri di economia e di politica pubblica: Liberi di scegliere (Free to Choose), Tirannia dello status quo (Tyranny of the status quo), e le loro memorie Milton e Rose Friedman, due persone fortunate (Milton and Rose D. Friedman, Two Lucky People), che apparve nel 1998. Insieme hanno fondato la Fondazione Milton e Rose Friedman, con l'obiettivo di promuovere l'uso dei buoni di scuola e la libertà di scelta in materia di istruzione. Ha anche contribuito a produrre la serie televisiva PBS, Liberi di scegliere.
Quando Milton ricevette la Medaglia della Libertà nel 2002, il presidente George W. Bush ha detto scherzando nel suo discorso che Rose era nota per essere l'unica persona ad aver mai vinto una discussione contro il marito. I Friedman avevano due figli, Janet e David, anche lui economista.